# ヤニ・ポガカー
ヤニ・ポガカー（スロベニア語: Jani Pogačar、1972年9月20日 ‐ ）は、スロベニアのアルペンスキー選手。
2006年にイタリアのモンテ・ローザで開催されたレッドブル・スノースリル・チャレンジに出場した際、滑走中に雪崩が発生し、滑っていたポガカーも飲みこまれてしまったものの何とか抜け出しゴールし、9位となっている。